# BMX racing masculin aux Jeux olympiques d'été de 2024
Cet article traite de l'épreuve masculine. Pour la compétition féminine, voir BMX racing féminin aux Jeux olympiques d'été de 2024.
Navigation
Tokyo 2020 Los Angeles 2028
Le BMX racing masculin, épreuve de BMX des Jeux olympiques d'été de 2024, a lieu les 1er et 2 août 2024 au stade BMX du vélodrome national de Saint-Quentin-en-Yvelines.

## Médaillés
| Or                 | Argent              | Bronze              |
| Joris Daudet (FRA) | Sylvain André (FRA) | Romain Mahieu (FRA) |

## Présentation

### Lieu de la compétition

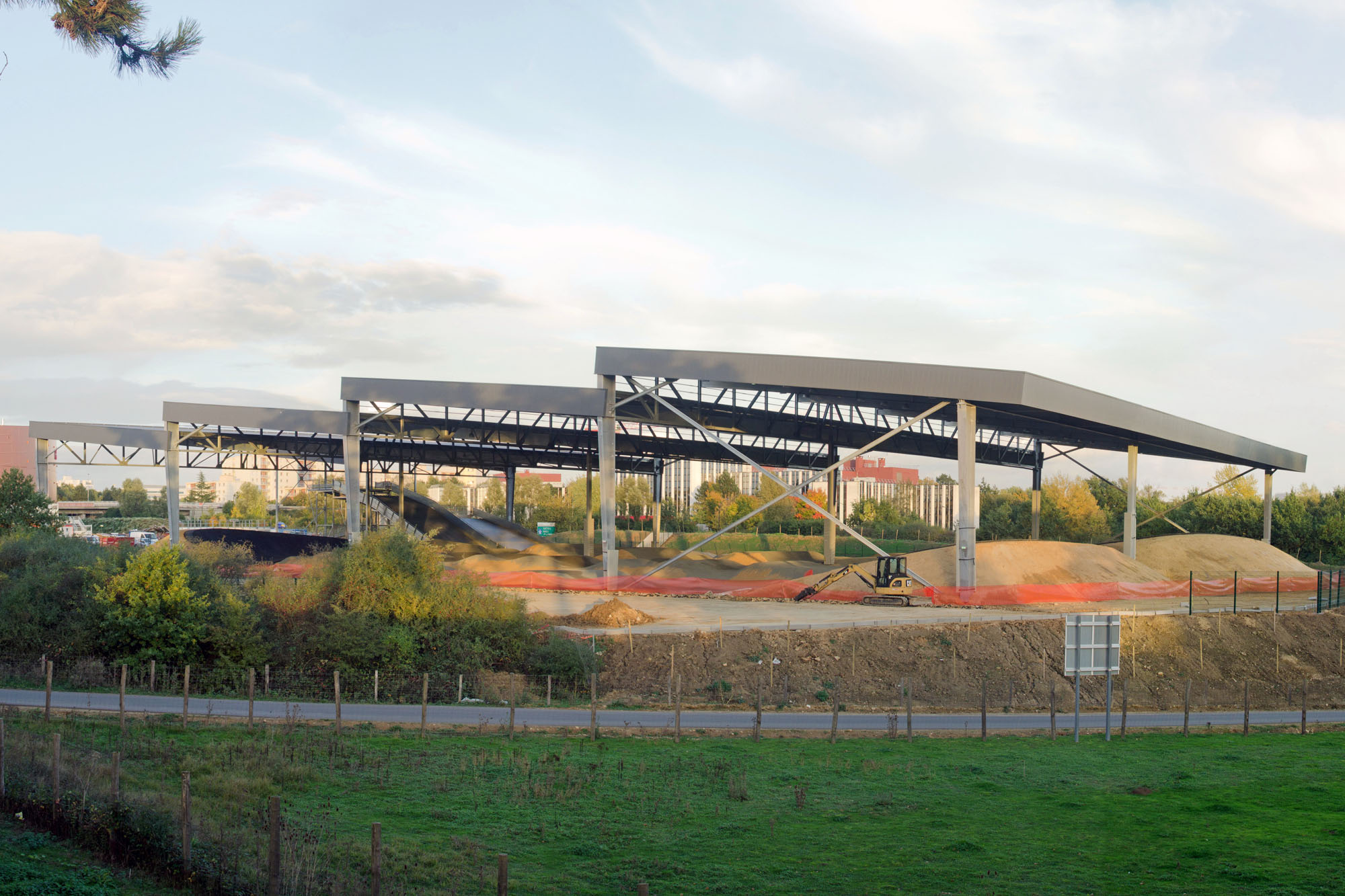
Stade de BMX

La piste de BMX racing se trouve au stade BMX de Saint-Quentin-en-Yvelines, dans l'enceinte du vélodrome national de Saint-Quentin-en-Yvelines, à l'ouest de Paris, à 37 km du village olympique.
L'ensemble est entièrement couvert et peut accueillir, pour les Jeux, jusqu'à 3 000 spectateurs.

### Programme
| Date            | Horaire | Manche           |
| --------------- | ------- | ---------------- |
| Jeudi 1er août  | 20 h 00 | Quarts de finale |
| Jeudi 1er août  | 21 h 00 | Repêchages       |
| Vendredi 2 août | 20 h 00 | Demi-finales     |
| Vendredi 2 août | 21 h 00 | Finale           |

### Format
La compétition se déroule sous la forme d'un tournoi en plusieurs tours : quarts de finale, repêchages, demi-finales, finale. À chaque manche, les cyclistes effectuent un parcours de 400 mètres avec des sauts et des virages relevés. Le format est le suivant : 
- Quarts de finale : chaque coureur participe à trois séries, la composition des manches changeant à chaque fois. La première manche est mise en place selon le classement mondial. Les deux manches suivantes sont mises en place sur la base des résultats précédents et du temps réalisé. Un classement global est calculé en additionnant les placements obtenus (le vainqueur remporte 1 point, 2 points pour le 2e, etc). Les 12 meilleurs des quarts de finale (ceux avec le moins de points) se qualifient directement pour les demi-finales. Les 8 coureurs occupant les positions 13 à 20 se disputent les quatre places restantes en demi-finale lors d'une manche unique de repêchage.
- Demi-finales : c'est le même système que précédemment à ceci près qu'il y a 2 séries de 8 coureurs et toujours trois manches au programme. Les 8 meilleurs accèdent à la finale, les 8 autres sont éliminés.
- Finale : 1 finale de 8 coureurs. Il n'y a qu'une seule manche.

## Résultats détaillés

### Finale
| Rang                                | Cycliste             | Pays       | Temps    |
| ----------------------------------- | -------------------- | ---------- | -------- |
| Médaille d'or, Jeux olympiques      | Joris Daudet         | France     | 31 s 422 |
| Médaille d'argent, Jeux olympiques  | Sylvain André        | France     | 31 s 706 |
| Médaille de bronze, Jeux olympiques | Romain Mahieu        | France     | 32 s 022 |
| 4                                   | Cédric Butti         | Suisse     | 32 s 124 |
| 5                                   | Cameron Wood         | États-Unis | 32 s 446 |
| 6                                   | Mateo Carmona García | Colombie   | 33 s 166 |
| 7                                   | Simon Marquart       | Suisse     | 44 s 914 |
| 8                                   | Izaac Kennedy        | Australie  | 59 s 59  |